# Episodi di Wolfblood - Sangue di lupo (seconda stagione)
La seconda stagione della serie televisiva Wolfblood - Sangue di lupo è stata trasmessa in prima visione assoluta nel Regno Unito sul canale CBBC Channel dal 9 settembre 2013 al 21 ottobre 2013. 
In Italia la stagione è stata trasmessa dal 31 marzo 2014 al 17 aprile dello stesso anno.
| nº | Titolo originale          | Titolo italiano             | Prima TV UK       | Prima TV Italia |
| -- | ------------------------- | --------------------------- | ----------------- | --------------- |
| 1  | Leader of the Pack        | Il capobranco               | 9 settembre 2013  | 31 marzo 2014   |
| 2  | The Girl from Nowhere     | La ragazza venuta dal nulla | 10 settembre 2013 | 1º aprile 2014  |
| 3  | Grave Consequences        | La tomba violata            | 16 settembre 2013 | 2 aprile 2014   |
| 4  | Total Eclipse of the Moon | Eclissi totale di luna      | 17 settembre 2013 | 3 aprile 2014   |
| 5  | Ancient Grudge            | Antichi rancori             | 23 settembre 2013 | 7 aprile 2014   |
| 6  | Mottled Poppy             | Il papavero screziato       | 24 settembre 2013 | 8 aprile 2014   |
| 7  | Top Dog                   | Elezioni                    | 30 settembre 2013 | 9 aprile 2014   |
| 8  | Desperate Measures        | Misure drastiche            | 1º ottobre 2013   | 10 aprile 2014  |
| 9  | Dances with Wolfbloods    | Shannon & Harry             | 7 ottobre 2013    | 14 aprile 2014  |
| 10 | Fall of the Wild          | Corso di orientamento       | 8 ottobre 2013    | 15 aprile 2014  |
| 11 | Best of Both Worlds       | Il meglio di due mondi      | 14 ottobre 2013   | 16 aprile 2014  |
| 12 | Going Underground         | Valori profondi             | 15 ottobre 2013   | 17 aprile 2014  |
| 13 | The Discovery             | La scoperta                 | 21 ottobre 2013   | 17 aprile 2014  |

## Il capobranco
- Titolo originale: Leader of Pack
- Diretto da:
- Scritto da:

Trama
Rhydian torna nel territorio di Maddy seguito da 3 sangue di lupo selvaggi che vogliono vendicarsi di Rhydian che con l'aiuto di Maddy, Shannon e Tom li obbligano a lasciare il territorio "umano".

## La ragazza venuta dal nulla
- Titolo originale: The Girl from Nowhere
- Diretto da:
- Scritto da:

Trama
A scuola si presenta Jana, una sangue di lupo selvaggia, figlia di Alric. Inizia col piede sbagliato con la famiglia di Maddy, ma volendosi impegnare si fa accettare nel loro territorio.

## La tomba violata
- Titolo originale: Grave Consequences
- Diretto da:
- Scritto da:

Trama

## Eclissi totale di luna
- Titolo originale:
- Diretto da:
- Scritto da:

Trama

## Antichi rancori
- Titolo originale:
- Diretto da:
- Scritto da:

Trama

## Il papavero screziato
- Titolo originale: Mottled Poppy
- Diretto da:
- Scritto da:

Trama

## Elezioni
- Titolo originale: Top Dog
- Diretto da:
- Scritto da:

Trama

## Misure drastiche
- Titolo originale: Desperate Measures
- Diretto da:
- Scritto da:

Trama

## Shannon & Harry
- Titolo originale: Dances with Wolfbloods
- Diretto da:
- Scritto da:

Trama 
Shannon è invitata dal corteggiatissimo Harry a una festa organizzata dalle tre K. Per rovinarle la serata, le tre arpie le fanno credere che lui la sta prendendo in giro, ma Tom riesce a sventare il loro perfido piano.
==
```
ragazzi sono al campeggio e Liam, seguendo le indicazioni di un diario del suo avo cacciatore di licantropi, è sulle tracce di una tana. Maddy cerca di distrarlo, ma senza volerlo lo indirizza nel posto giusto. E ora deve salvarlo!
```

## Il meglio dei due mondi
- Titolo originale: Best of Both Worlds
- Diretto da:
- Scritto da:

Trama
Ceri rivela a Jana che è la nuova alfa. Ma Jana, pensando di non saper fare il capobranco, le dice che deciderà cosa fare solo se la accompagnerà al colloquio con i genitori spacciandosi per sua madre.

## Valori profondi
- Titolo originale: Going Underground
- Diretto da:
- Scritto da:

Trama
Alric accusa Rhydian e Maddy di avergli portato via Jana, e nel contempo rivela il suo malessere per non appartenere a nessun branco dopo essere stato esiliato. Intanto, Liam continua ad andare a caccia di lupi mannari...

## La scoperta
- Titolo originale: The Discovery
- Diretto da:
- Scritto da:

Trama
Nel tentativo di evitare che il segreto dei sangue di lupo sia svelato, Maddy porta a scuola i suoi genitori trasformati in lupi, spacciandoli per degli animali domestici che la sua famiglia protegge. Ma la dottoressa Whitewood fa il test del DNA da un osso preso da Liam nella tana degli Smith, scopre il loro segreto, e vuole raggiungere un accordo per fare degli studi su di loro. La madre di Maddy, indignata e preoccupata, decide di andarsene lontano con tutta la sua famiglia.